# Cyperus semifertilis
Cyperus semifertilis är en halvgräsart som beskrevs av Stanley Thatcher Blake. Cyperus semifertilis ingår i släktet papyrusar, och familjen halvgräs.
Artens utbredningsområde är Queensland. Inga underarter finns listade i Catalogue of Life.